# Pollone
Pollone är en ort och kommun i provinsen Biella i regionen Piemonte i Italien. Kommunen hade 2 112 invånare (2018).